# Оксман, Юлиан Григорьевич
Юлиа́н Григо́рьевич О́ксман (30 декабря 1894 (11 января 1895), Вознесенск — 15 сентября 1970, Москва) — советский литературовед, историк, пушкинист. Доктор филологических наук, профессор.

## Биография

### Происхождение и образование
Юлиан Оксман родился в Вознесенске Елисаветградского уезда Херсонской губернии в семье аптекарей — его отец, Герш Менделевич (в русифицированном варианте — Григорий Эммануилович; 1861—1936), владел аптекой, и мать, Мария Яковлевна (урожд. Эпштейн; 1873—1969), работала в ней фармацевтом-лаборантом. Кроме Юлиана в семье Оксманов были младшие сыновья Николай и Эммануил (1899—1961, впоследствии историк), дочь Тамара. Уже в гимназические годы Юлиан серьёзно увлекался изучением литературы и истории. В 1912—1913 годах учился в Германии, в Боннском и Гейдельбергском университетах. В 1913—1917 годах был студентом историко-филологического факультета Санкт-Петербургского (Петроградского) университета, где посещал лекции и семинары профессора С. А. Венгерова, академика С. Ф. Платонова. Платонов привлёк его к работам по реорганизации архивного дела в России. Имея возможность работы в архивах, Оксман начал вести научные изыскания, написал и опубликовал ряд статей, выступал с докладами по результатам своих работ. Ещё студентом по рекомендации академика Платонова назначен научным сотрудником, и вскоре помощником начальника архива Министерства просвещения. По окончании курса Оксман был оставлен при университете для продолжения научной работы и подготовки к профессорскому званию.

### Первые годы после революции
В 1917—1918 годах Оксман был помощником начальника архива Министерства (Наркомата) просвещения, участвовал в подготовке и проведении реформы архивного дела после Февральской революции. В 1918—1919 годах — заведующий сектором цензуры и печати Центрархива РСФСР (одновременно — член Петроградского совета рабочих, крестьянских и солдатских депутатов).
В 1920 году Оксман был приглашён ректором Одесского Института народного образования (бывшего Новороссийского университета) профессором Р. М. Волковым на работу в Одессу. В Одессе молодой 25-летний профессор организовал семинар, а также начал работу по организации Одесского губернского архива. Во главе с единомышленниками из числа преподавателей и студентов университета Оксман организовал работу по розыску и сохранению, обзору и каталогизации документов заброшенных архивов закрытых или реорганизованных бывших государственных и военных учреждений, а также документов из личных семейных архивов, многие владельцы которых покинули Россию в предшествующие годы. В ходе работы над организацией губернского архива было принято решение о создании в 1921 году Археологического института, Оксман стал его ректором. История Северного Причерноморья представляла огромный потенциал для изучения, идея создания специализированного учебного заведения выдвигалась и раньше. Оксман возглавил сильнейший профессорско-преподавательский состав, взяв на себя курс по организации архивного дела. В сентябре 1923 года Оксман принял решение вернуться в Петроград, одной из причин стали нараставшие конфликты с работниками Одесского ЧК из-за их вольного обращения с документами подведомственных Оксману архивов.

### Работа в Ленинграде
В Петрограде Оксман получил должность профессора в университете, начал работать в Институте литературы, Институте истории искусств, после реорганизации Академии наук начал работу в Пушкинском доме, в качестве одного из ведущих сотрудников этого института, позднее — учёного секретаря. В сфере главных научных интересов Оксмана были Пушкин и декабристы, на протяжении 1920—1930-х годов работал над монографией о творчестве Пушкина. В 1927 году принял участие в совместной работе с Юрием Тыняновым по написанию сценария к фильму «С.В.Д.» о декабристах. Одновременно в Институте истории искусств Оксман возглавлял Пушкинскую комиссию. В 1929 и 1931 годах подвергался арестам. В письме Л. Гроссману в 1932 году Оксман жаловался на трудности в реализации своих замыслов: «Книга о Пушкине, на которую потратил несколько лет работы, остаётся неоконченной… Примерно в таком же положении у меня две книги о декабристах, вчерне законченные ещё в 1927—1928 г. …А годы идут, невыпущенные исследования гниют на корню, становятся почти чужими». Одним из главных дел Оксмана того периода стала подготовка академического собрания сочинений и других изданий произведений Пушкина, он редактировал и комментировал прозу в целом ряде изданий поэта, под его редакцией вышли первые два выпуска «Временника Пушкинской комиссии». В 1933 году Оксман был назначен заместителем директора Пушкинского Дома. На этой должности возглавил подготовку Пушкинского юбилея 1937 года — столетия со дня гибели поэта. В 1933—1936 годах — член Президиума Ленсовета.

### Арест и заключение
В ночь с 5 на 6 ноября 1936 года Оксман был арестован по ложному доносу сотрудницы Пушкинского дома, среди прочих обвинений ему инкриминировались «попытки срыва юбилея Пушкина, путём торможения работы над юбилейным собранием сочинений». Осуждён постановлением Особого совещания при НКВД СССР от 15 июня 1937 года к 5 годам ИТЛ. Отбывал срок на Колыме (Севвостлаг), работал банщиком, бондарем, сапожником, сторожем. В 1941 году получил новый срок (5 лет) за «клевету на советский суд». В заключении продолжал научную работу, собирая документы и устные свидетельства о русской культуре начала XX века. Многие писатели и учёные, в том числе В. Б. Шкловский, В. А. Каверин, Ю. Н. Тынянов, М. К. Азадовский, Е. В. Тарле, К. И. Чуковский, пытались вступиться за Оксмана, писали письма в адрес Н. И. Ежова и Л. П. Берии в период нахождения его под следствием и по окончании первого срока, но все их обращения оставались без ответа.
Как писал позднее в одном из писем сам Оксман:

Я вместо Пушкина и декабристов изучал звериный быт Колымы и Чукотки, добывал уголь, золото, олово, обливался кровавым потом в рудниках, голодал и замерзал не год и не два, а две пятилетки.— 

### Работа после освобождения
Отбыв полностью оба пятилетних срока, Оксман был освобождён 5 ноября 1946 года и к исходу того же года на короткое время приехал в Москву. Супруга Антонина Петровна в течение месяца после освобождения приходила на вокзал в надежде его встретить. После трёх месяцев в Москве, убедившись, что надежды найти работу в столицах нет, Оксман по рекомендации друга, ленинградского литературоведа Г. А. Гуковского, во время войны бывшего в эвакуации в Саратове, смог устроиться на работу на кафедре истории русской литературы в Саратовском университете. В апреле 1947 года был зачислен на должность профессора, с 1 января 1950 года переведён на должность старшего преподавателя (ВАК отказалась выдать ему аттестат профессора), с декабря 1953 года назначен ассистентом, в апреле 1954 года восстановлен в должности профессора. Вёл два специальных курса лекций — «Историография и источниковедение русской литературы» и «Вопросы текстологии». В период работы в Саратове Оксман занимался проблемами и методологией подготовки академических изданий русских классиков, в частности — на примере академических собраний Пушкина и Белинского, готовил статью «Вопросы композиции в изданиях классиков». В мае 1954 года он сделал доклад на Всесоюзном совещании по вопросам текстологии в ИМЛИ с критикой академического полного собрания Белинского. В декабре того же года он был приглашён в качестве докладчика на сессии редакционной коллегии Академического издания сочинений Белинского.
В марте 1956 года Оксман опубликовал в Известиях АН СССР статью «Новое издание Герцена» с критическим разбором первых шести томов академического собрания сочинений Герцена в 30 томах. В августе того же года Оксман по представлению главного редактора академика В. П. Волгина был включён в состав редколлегии издания, в 1958—1964 был ответственным редактором. В октябре 1956 года зачислен в ИМЛИ и два года совмещал работу там и в Саратове. В октябре 1958 года он вернулся в Москву и до 1964 года работал старшим научным сотрудником Отдела русской литературы в Институте мировой литературы имени Горького АН СССР (ИМЛИ), заведовал Герценовской группой, подготовил к печати книгу «Летопись жизни и творчества В. Г. Белинского», за что в 1961 году был удостоен премии имени В. Г. Белинского. Входил в редколлегию «Краткой литературной энциклопедии» и серии «Литературные памятники». В 1934—1936 и в 1956—1964 годах был членом Союза писателей СССР (оба раза исключён). Участвовал в подготовке Полного собрания сочинений и писем И. С. Тургенева, собрания сочинений Лермонтова в четырёх томах, Пушкина в десяти томах.

### Активная гражданская позиция
Одной из основных своих жизненных задач после освобождения Оксман считал «борьбу (пусть безнадёжную) за изгнание из науки и литературы хотя бы наиболее гнусных из подручных палачей Ежова, Берии, Заковского, Рюмина и др.», на научных и писательских собраниях публично разоблачал доносчиков. С 1958 года Оксман начал устанавливать связи с западными славистами (в том числе эмигрантами, прежде всего с профессором Глебом Струве), вёл с ними обширную переписку (в том числе и тайную — через стажёров, работавших в СССР). Передавал на Запад не опубликованные в СССР тексты поэтов «серебряного века» — Николая Гумилёва, Осипа Мандельштама, Анны Ахматовой — и свои воспоминания о них, помогая Струве в издании собраний сочинений этих авторов.
Летом 1963 года Оксман анонимно опубликовал на Западе в журнале меньшевиков «Социалистический вестник» статью «Доносчики и предатели среди советских писателей и учёных». В августе 1964 года, после того как одно из писем за рубеж было конфисковано пограничниками, органы КГБ провели у Оксмана обыск (изъяты дневники, часть переписки и самиздат). Было начато следствие, продолжавшееся до конца года (проверялась версия, что Оксман печатается за рубежом под псевдонимом Абрам Терц, который на самом деле принадлежал Андрею Синявскому). Дело против Оксмана было прекращено, а материалы о его контактах с эмигрантами были переданы в Союз писателей и ИМЛИ для принятия «мер общественного воздействия». Оксмана исключили из Союза писателей (октябрь 1964), вынудили уйти из ИМЛИ на пенсию, вывели из состава редколлегии «Краткой литературной энциклопедии», одним из инициаторов издания которой он был, из «Литературного наследства» и сектора классики издательства «Художественная литература».

### Последние годы жизни
В 1965—1968 годах Оксман работал профессором-консультантом кафедр истории СССР и истории русской литературы в Горьковском университете, был уволен оттуда по требованию КГБ и обкома КПСС в связи со студенческими волнениями в университете весной 1968 года. Работы Оксмана либо не выходили в свет, либо печатались под псевдонимами. Подготовил научное издание книги Н. А. Добролюбова «Русские классики» (серия «Литературные памятники», 1970).
Сообщение о его смерти не было помещено в советской печати (единственный отечественный некролог Оксмана опубликовала «Хроника текущих событий», № 16).
Похоронен на Востряковском кладбище.

## Архив
Крупный фонд Ю. Г. Оксмана хранится в Российском государственном архиве литературы и искусства и насчитывает 2134 единицы хранения за 1790—1975 гг. На хранении находятся рукописи (исследования, статьи, публикации), черновые заметки, выписки, библиография к исследованиям о В. Г. Белинском, В. М. Гаршине, Ф. М. Достоевском, А. С. Пушкине и др., письма и телеграммы, фотографии, а также обширная коллекция Оксмана.